# Restaurant Champeaux
Le restaurant Champeaux, fondé en 1800 et immortalisé dans des romans d'Émile Zola, est un ancien restaurant avec jardin de rosiers et d’acacias, situé au 13, place de la Bourse, en plein centre de Paris, à l'angle de la rue Vivienne et de la rue des Filles-Saint-Thomas, qui servait de rendez-vous aux financiers, écrivains et journalistes.

## Historique
Le restaurant, fondé un quart de siècle avant l'ouverture du palais Brongniart, était à quelques mètres du couvent des Filles-Saint-Thomas, détruit sous la Révolution française, dont il hérite des caves.
À partir de 1827, il a un nouveau voisin, le théâtre des Nouveautés, devenu ensuite le théâtre du Vaudeville. Le 4 avril 1831, treize littérateurs et chansonniers se réunirent chez le restaurateur pour relever l'institution du Caveau, presque centenaire. Le 7 mars 1834, les statuts d'une nouvelle société chantante, la société du Caveau, appelée aussi Les Enfants du Caveau, étaient signés par treize chansonniers ; elle dura jusqu'en 1837.
L'autre institution de la place était juste en face : le Café Gobillard, du nom du tenancier du Café du Théâtre des Nouveautés, fréquenté par les écrivains et les politiques, parmi lesquels Jean-Pierre de Montalivet et Alexandre Dumas.
Parmi les célébrités du Restaurant Champeaux, le cuisinier Nicolas Marguery (1834-1910) passe à la plonge puis devant les fourneaux. Vers 1860, il fonde son propre restaurant, La sole Marguery, sur le boulevard de Bonne-Nouvelle, deux cents mètres plus à l'est. Le Restaurant Champeaux accueille plus tard Henri-Paul Pellaprat (1869-1954), futur fondateur, avec Marthe Distel, de l'École du Cordon Bleu et auteur de nombreux livres classiques. Casimir Moisson, qui fut son directeur à la Maison dorée, retourne ensuite chez Champeaux.
Créé en 1800 par Champeaux, l'établissement est resté dans la famille jusqu'en 1864. À partir de 1872, il est dirigé par Catelain, le célèbre chef et associé des frères Verdier, de la Maison Dorée, située à une centaine de mètres, sur les Grands Boulevards. Catelain y crée en particulier le poulet Champeaux et va y terminer sa carrière culinaire en 1904. Le jardin qui accueille le restaurant change d'allure l'hiver, mais conserve les mêmes dimensions, avec simplement d'autres plantes. Il avait « bonne cave et bonne cuisine », selon Alfred Delvau.
À la fin des années 1870, les coulissiers de la Bourse de Paris se retrouvent dans la salle blanc et or du Restaurant Champeaux.
Le dimanche 20 novembre 1898, à 16 h 20, l'explosion accidentelle d'un fût d'alcool dans le sous-sol du Restaurant Champeaux tue une passante, Élisa Parlant, et blesse huit personnes. Les employés de l'agence Havas, située dans l'immeuble, au-dessus du restaurant, sont projetés hors de leur siège et un attroupement de badauds se produit sur la place de la Bourse.
Cinq ans plus tard, c'est dans les travées du Restaurant Champeaux que neuf des dix écrivains membres de l'académie Goncourt se réunirent à dîner le 21 décembre 1903 et décernèrent le premier prix Goncourt à un quasi inconnu, John-Antoine Nau pour son livre, Force ennemie, publié par les éditions de La Plume, primé au second tour par six voix contre trois à Camille Mauclair (La Ville lumière) et une à Jean Vignaud (Les Amis du peuple). Le deuxième prix Goncourt fut décerné au Café de Paris, 41, avenue de l'Opéra, le 7 décembre 1904, à La Maternelle de Léon Frapié, le vagabondage culinaire s'arrêtant définitivement au restaurant Drouant, le 31 octobre 1914.
Pendant la Première Guerre mondiale, le propriétaire et le personnel sont mobilisés sur le front. Un bureau provisoire de la Banque de France est installé devant le Restaurant Champeaux, rebaptisé Café des Finances, place de la Bourse, pour la souscription à l'emprunt national devant financer les armées.